# Romain Carrara
Pour les articles homonymes, voir Carrara.
Romain Carrara (né le 11 juillet 1980 à Courbevoie) est un joueur professionnel français de hockey sur glace qui évoluait en position d'ailier.

## Trophées et honneurs personnels

### Ligue Magnus
- 2000-2001 : remporte le trophée Jean-Pierre-Graff.

## Statistiques
| Saison    | Équipe                  | Ligue       |    | Saison régulière | Saison régulière | Saison régulière | Saison régulière | Saison régulière |   | Séries éliminatoires | Séries éliminatoires | Séries éliminatoires | Séries éliminatoires | Séries éliminatoires |
| Saison    | Équipe                  | Ligue       | PJ | B                | A                | Pts              | Pun              | PJ               | B | A                    | Pts                  | Pun                  |                      |                      |
| 1998-1999 | Flammes bleues de Reims | Élite       | 44 | 3                | 1                | 4                | 2                |                  |   |                      |                      |                      |                      |                      |
| 1999-2000 | Flammes bleues de Reims | Élite       | 32 | 0                | 3                | 3                | 3                |                  |   |                      |                      |                      |                      |                      |
| 2000-2001 | Flammes bleues de Reims | Élite       | 24 | 1                | 1                | 2                | -                | 9                | 1 | 1                    | 2                    | -                    |                      |                      |
| 2001-2002 | Flammes bleues de Reims | Élite       | -  | 5                | 10               | 15               | -                |                  |   |                      |                      |                      |                      |                      |
| 2005-2006 | Liege CPS               | Belgique D2 | 10 | 15               | 7                | 22               | 39               |                  |   |                      |                      |                      |                      |                      |